# 塞缪尔·古德斯米特
塞缪尔·亚伯拉罕·古德斯米特（英語：Samuel Abraham Goudsmit，1902年7月11日—1978年12月4日），荷兰-美国物理学家，他和乔治·乌伦贝克于1925年提出了电子自旋概念。
1935年至1966年間，塞缪尔·亚伯拉罕·古德斯米特數度獲得諾貝爾物理學獎提名。

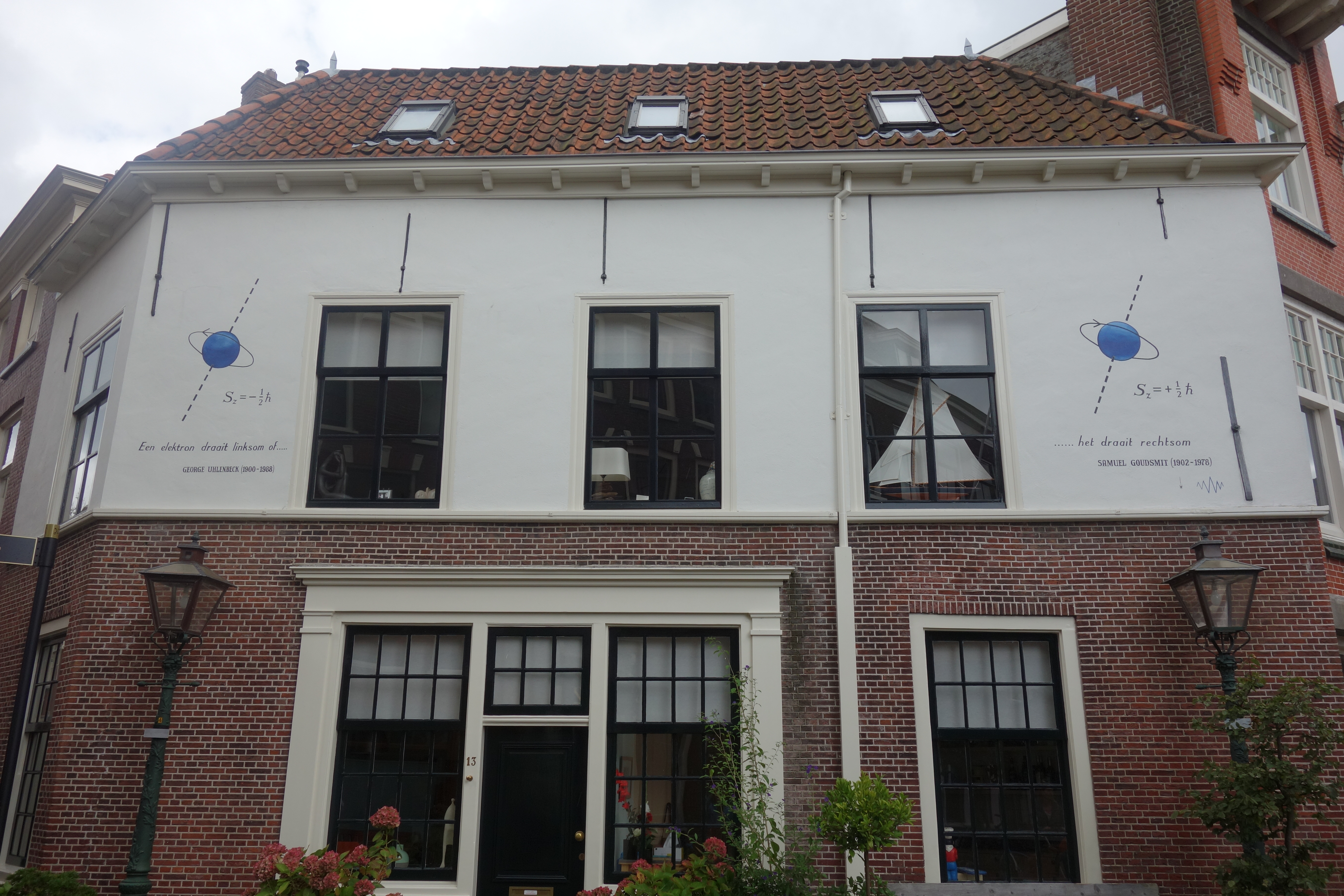
墙上描绘的电子自旋，莱顿大学

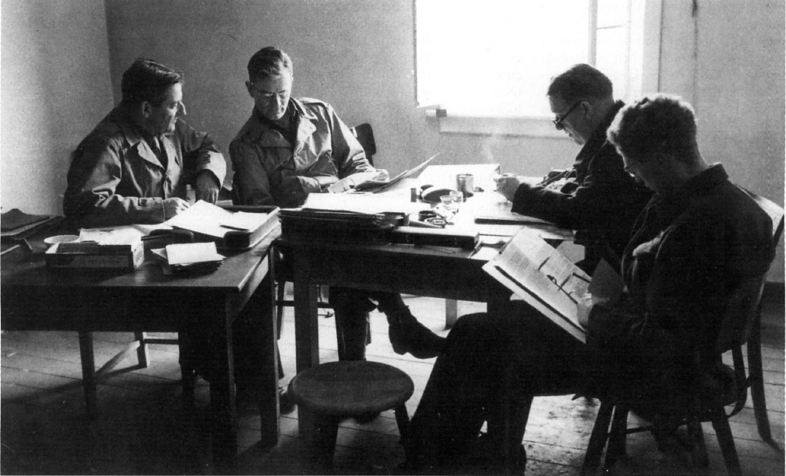
Alsos成员

## 出版物
- Goudsmit, Samuel A. . 1947.
- Goudsmit, Samuel A.; Claiborne, Robert. . Time-Life Science Library. 1966.
- Goudsmit, S.; Saunderson, J. L. . Phys. Rev. 1940, 57: 24. Bibcode:1940PhRv...57...24G. doi:10.1103/physrev.57.24.